# Ланкаширский сыр
Ланкаширский сыр (англ. Lancashire cheese) — английский сыр из коровьего молока, появившийся впервые в графстве Ланкашир. Существуют три различных сорта сыра Ланкашир. Молодой Сливочный Ланкашир и зрелый Вкусный Ланкашир производятся традиционным методом, в то время как Рассыпчатый Ланкашир является недавно созданным сортом, предназначенным для массового производства. Все сорта сыра имеют твёрдую текстуру и созревают от одного месяца до двух лет. Пастеризация зависит от сорта Ланкаширского сыра.